# Geranomyia inaequispinosa
Geranomyia inaequispinosa är en tvåvingeart som först beskrevs av Alexander 1940.  Geranomyia inaequispinosa ingår i släktet Geranomyia och familjen småharkrankar. Inga underarter finns listade i Catalogue of Life.